# جاسون برايس
جاسون برايس (بالإنجليزية: Jason Price)‏ (12 أبريل 1977 في المملكة المتحدة - ) هو لاعب كرة قدم بريطاني في مركز الهجوم. لعب مع أولدهام أثلتيك وبرادفورد سيتي وسوانزي سيتي ونادي بارنت ونادي بريستاتين تاون ونادي برينتفورد ونادي ترانمير روفرز لكرة القدم ونادي دونكاستر روفرز ونادي ميلوول ونادي والسول وهال سيتي وShaw Lane A.F.C. ‏ وأوست تاون ‏ ونادي هيرفورد ونادي كارلايل يونايتد ونادي جيزيلي ‏ ونادي موركامب وBrighouse Town F.C. ‏ وسيلبي تاون ‏.

## وصلات خارجية
- جاسون برايس على موقع قاعدة بيانات كرة القدم.إي يو (الإنجليزية)
- جاسون برايس على موقع Soccerbase.com (لاعب) (الإنجليزية)
- جاسون برايس على موقع Soccerway.com (الإنجليزية)